# Teatralnaja (metrostation Sint-Petersburg)
Teatralnaja (Russisch: Театральная) is een metrostation in aanbouw is aan de westelijke zijde van lijn 4 in Sint-Petersburg. De naam is afgeleid van het Theaterplein, de plaats waar het station diep in de grond zal komen te liggen. 
De doelstelling was dit station op te leveren in 2015. Het stadsbestuur had echter de wens geuit dat er een uitgang wordt gerealiseerd in het nieuwbouwdeel van het Mariinskitheater. In dit oude historische deel van de stad is er een kans op verzakkingen van gebouwen. Naar verwachting zal de bouw van de vestibule voor extra vertraging gaan zorgen.
(Gornyj Institoet) · 
(Teatralnaja) · 
Spasskaja   · 
Dostojevskaja  · 
Ligovski prospekt · 
Plosjtsjad Aleksandra Nevskogo 2  · 
Novotsjerkasskaja · 
Ladozjskaja  · 
Prospekt Bolsjevikov · 
Oelitsa Dybenko · 
(Koedrovo)